# Роберт Мурич
Роберт Мурич (хорв. Robert Murić, нар. 12 березня 1996, Вараждин) — хорватський футболіст, нападник клубу «Рієка».
Виступав, зокрема, за клуб «Аякс», а також молодіжну збірну Хорватії.
Володар Кубка Хорватії.

## Клубна кар'єра
Народився 12 березня 1996 року в місті Вараждин. Вихованець ряду юнацьких команд футбольних клубів Хорватії, після яких 2011 року потрапив др академії головного гранду країни «Динамо» (Загреб). Молодим талантом зацікавили іноземні клуби і у січні 2014 року він був близький до переходу в англійський клуб «Манчестер Юнайтед», але угода не відбулась.
Натомість у червні того ж року Роберт підписав чотирирічний контракт з амстердамським «Аяксом». Загребське «Динамо» заявило, що контракт між Муричем та «Аяксом» не дійсний, і що він залишається їх гравцем. Тому хорватська асоціація не звільнила його, а це означало, що Мурич ще не мав права грати за «Аякс». Втім 25 липня 2014 року ФІФА надала нідерландській федерації дозвіл на реєстрацію хорватського футболіста у амстердамському клубу.
Тривалий час хорват виступав виключно за резервну команду «Йонг Аякс», в якій провів два сезони, взявши участь у 45 матчах чемпіонату Еерстедивізі. За основну команду Мурич дебютував 21 лютого 2016 року в матчі проти «Ексцельсіора» в Ередивізі, замінивши у другому таймі Анвара Ель-Газі. 6 березня він зіграв останні двадцять хвилин виїзного матчу проти «Віллем II», який став другим і останнім матчем для Роберта за першу команду «Аякса».
Влітку того ж року хорват на правах оренди перейшов у італійську «Пескару». 1 жовтня у матчі проти «К'єво» він дебютував у італійській Серії A. 22 травня 2017 року в поєдинку проти «Палермо» Мурич забив свій перший гол за «Пескару». Загалом за сезон у цій команді він зіграв лише 6 матчів в усіх турнірах і забив 1 гол, а команда посіла останнє місце і покинула вищий дивізіон.
У серпні 2017 року перейшов до португальської «Брагу», втім виступав виключно у складі резервної команди «Брага Б» у другому дивізіоні, де за півтора роки провів 18 ігор.
У лютому 2019 року він повернувся до Хорватії та підписав 2,5-річний контракт з «Рієкою». У новій команді швидко став основним гравцем і допоміг команді двічі поспіль у 2019 та 2020 роках виграти Кубок Хорватії. Станом на 16 вересня 2020 року відіграв за команду з Рієки 43 матчі в національному чемпіонаті.

## Виступи за збірні
2012 року дебютував у складі юнацької збірної Хорватії (U-16), а наступного року зі збірною до 17 років взяв участь у юнацькому чемпіонаті Європи в Словаччині. На турнірі він зіграв у всіх трьох матчах і у поєдинку проти України (2:1) забив переможний гол. Втім цього не вистачило хорватам для виходу з групи, натомість команда посіла 3-тє місце і групі і отримала право зіграти на юнацькому чемпіонаті світу в ОАЕ. Там Роберт також зіграв усі три матчі групового етапу і забив один гол у грі з Марокко (1:3), але і на цьому турнірі «картаті» посіли лише третє місце у групі і не вийшли в плей-оф. В подальшому він грав за збірні до 18 та 19 років. Загалом на юнацькому рівні взяв участь у 26 іграх, відзначившись 6 забитими голами.
Протягом 2018—2019 років залучався до складу молодіжної збірної Хорватії. У 2019 році у її складі взяв участь у молодіжному чемпіонаті Європи в Італії. На турнірі він зіграв у матчах проти команд Франції і Румунії, втім і цього разу хорвати не подолали груповий бар'єр. Всього на молодіжному рівні зіграв у 5 офіційних матчах і забив 1 гол.

## Статистика виступів

### Статистика клубних виступів
| Сезон                 | Команда               | Чемпіонат             | Чемпіонат | Чемпіонат | Національний кубок | Національний кубок | Національний кубок | Єврокубки | Єврокубки | Єврокубки | Інші змагання | Інші змагання | Інші змагання | Усього | Усього | Усього |
| Сезон                 | Команда               | Ліга                  | Ігор      | Голів     | Ліга               | Ігор               | Голів              | Ліга      | Ігор      | Голів     | Ліга          | Ігор          | Голів         | Ігор   | Голів  |        |
| --------------------- | --------------------- | --------------------- | --------- | --------- | ------------------ | ------------------ | ------------------ | --------- | --------- | --------- | ------------- | ------------- | ------------- | ------ | ------ | ------ |
| 2014–15               | «Йонг Аякс»           | ЕД (ІІ)               | 17        | 4         | -                  | -                  | -                  | -         | -         | -         | -             | -             | -             | 17     | 4      |        |
| 2015–16               | «Йонг Аякс»           | ЕД (ІІ)               | 28        | 8         | -                  | -                  | -                  | -         | -         | -         | -             | -             | -             | 28     | 8      |        |
| 2015–16               | «Аякс»                | E                     | 2         | 0         | КН                 | -                  | -                  | ЛЧ+ЛЄ     | -         | -         | СН            | -             | -             | 2      | 0      |        |
| серп. 2016            | «Йонг Аякс»           | ЕД (ІІ)               | 1         | 1         | -                  | -                  | -                  | -         | -         | -         | -             | -             | -             | 1      | 1      |        |
| серп. 2016–17         | «Пескара»             | A                     | 5         | 1         | КІ                 | 1                  | 0                  | -         | -         | -         | -             | -             | -             | 6      | 1      |        |
| серп. 2017            | «Йонг Аякс»           | ЕД (ІІ)               | 2         | 2         | -                  | -                  | -                  | -         | -         | -         | -             | -             | -             | 2      | 2      |        |
| Усього за «Йонг Аякс» | Усього за «Йонг Аякс» | Усього за «Йонг Аякс» | 48        | 15        |                    | -                  | -                  |           | -         | -         |               | -             | -             | 48     | 15     |        |
| Усього за кар'єру     | Усього за кар'єру     | Усього за кар'єру     | 55        | 16        |                    | 1                  | 0                  |           | -         | -         |               | -             | -             | 56     | 16     |        |

## Титули і досягнення
- Володар Кубка Хорватії (2):

«Рієка»: 2018–19, 2019–20